# Plazmodezma

Plazmodesmy na schematickém obrázku buněčné stěny rostlinné buňky

Zobrazení plasmodesmu = symplastický transport. (anglicky)

Plazmodezma (množ. č. plazmodezmata nebo plazmodezmy) je mikroskopický kanál na buněčné úrovni v rostlinných pletivech. Jeho funkcí je transport a komunikace mezi sousedními buňkami přes jejich buněčné stěny.
Na rozdíl od živočichů jsou buňky rostlin obklopené tuhou buněčnou stěnou z polysacharidů. Sousední buňky jsou kvůli tomu odděleny párem buněčných stěn a navíc střední lamelou. Přestože jsou buněčné stěny částečně propustné, lepší transport je zajištěn právě plasmodezmaty.
Plazmodezmata se skládají ze tří vrstev: cytoplazmatické membrány, rukávu plazmy (tzv. cytoplasmic sleeve) a desmotubulu (trubice endoplazmatického retikula).